# العلاقات البيلاروسية المولدوفية
العلاقات البيلاروسية المولدوفية هي العلاقات الثنائية التي تجمع بين روسيا البيضاء ومولدوفا.

## مقارنة بين البلدين
هذه مقارنة عامة ومرجعية للدولتين:
| وجه المقارنة                                              | روسيا البيضاء                    | مولدوفا                           |
| --------------------------------------------------------- | -------------------------------- | --------------------------------- |
| المساحة (كم2)                                             | 207.60 ألف                       | 33.85 ألف                         |
| عدد السكان (نسمة)                                         | 9.50 مليون                       | 2.55 مليون                        |
| الكثافة السكانية (ن./كم²)                                 | 45.76                            | 75.33                             |
| العاصمة                                                   | مينسك                            | كيشيناو                           |
| اللغة الرسمية                                             | اللغة البيلاروسية، اللغة الروسية | اللغة المولدوفية، اللغة الرومانية |
| العملة                                                    | روبل بلاروسي                     | ليو مولدوفي                       |
| الناتج المحلي الإجمالي (بليون دولار)                      | 54.44 مليار                      | 8.13 مليار                        |
| الناتج المحلي الإجمالي (تعادل القوة الشرائية) بليون دولار | 168.35 مليار                     | 17.94 مليار                       |
| الناتج المحلي الإجمالي الاسمي للفرد دولار أمريكي          | 5.74 ألف                         | 3.65 ألف                          |
| الناتج المحلي الإجمالي للفرد دولار أمريكي                 | 18.18 ألف                        | 4.98 ألف                          |
| مؤشر التنمية البشرية                                      | 0.798                            | 0.693                             |
| رمز المكالمات الدولي                                      | +375                             | +373                              |
| رمز الإنترنت                                              | .by، .бел                        | .md                               |
| المنطقة الزمنية                                           | ت ع م+03:00                      | ت ع م+02:00، ت ع م+03:00          |

## مدن متوأمة
في ما يلي قائمة باتفاقيات التوأمة بين مدن بيلاروسية ومولدوفية:
- ترتبط فاوكافيسك مع Șoldănești [الإنجليزية]‏ باتفاقية توأمة.
- ترتبط بابرويسك مع أنيني نوي باتفاقية توأمة منذ 8 يونيو 2012.
- ترتبط باريساو مع Drochia [الإنجليزية]‏ باتفاقية توأمة منذ 2000.
- ترتبط فيتيبسك مع بالتسي باتفاقية توأمة منذ 1991.
- ترتبط أورشا مع بالتسي باتفاقية توأمة منذ 2008.[14][15][14][15]
- ترتبط مينسك مع كيشيناو باتفاقية توأمة منذ 1997.[16][16][16][16]

## منظمات دولية مشتركة
يشترك البلدان في عضوية مجموعة من المنظمات الدولية، منها:
| علم المنظمة | اسم المنظمة                               | تاريخ انضمام روسيا البيضاء | تاريخ انضمام مولدوفا |
| ----------- | ----------------------------------------- | -------------------------- | -------------------- |
|             | منظمة الأمن والتعاون في أوروبا            | 30 يناير 1992              | 30 يناير 1992        |
|             | مؤسسة التمويل الدولية                     | 2 نوفمبر 1992              | 10 مارس 1995         |
|             | منظمة حظر الأسلحة الكيميائية              | ?                          | ?                    |
|             | الأمم المتحدة                             | 24 أكتوبر 1945             | 2 مارس 1992          |
|             | الاتحاد الدولي للاتصالات                  | 7 مايو 1947                | 20 أكتوبر 1992       |
|             | منظمة الشرطة الجنائية الدولية             | ?                          | ?                    |
|             | البنك الدولي للإنشاء والتعمير             | 10 يوليو 1992              | 12 أغسطس 1992        |
|             | الاتحاد البريدي العالمي                   | ?                          | ?                    |
|             | المركز الدولي لتسوية المنازعات الاستشارية | 9 أغسطس 1992               | 4 يونيو 2011         |
|             | وكالة ضمان الاستثمار متعدد الأطراف        | 3 ديسمبر 1992              | 9 يونيو 1993         |
|             | يونسكو                                    | 12 مايو 1954               | 27 مايو 1992         |

## وصلات خارجية
- موقع وزارة الخارجية البيلاروسية
- موقع وزارة الخارجية المولدوفية